# Emo Roffi
Emo Roffi (Livorno, 5 giugno 1922 – 28 gennaio 2005) è stato un allenatore di calcio e calciatore italiano, di ruolo ala.

## Carriera
Giocò in Serie A con Pro Livorno, Lucchese, Udinese e Legnano.

## Palmarès

### Giocatore

#### Competizioni nazionali
- Serie C: 1

Udinese: 1948-1949